# Murkmeli
Murkmeli (en georgiano y esvano: მურყმელი) es una aldea de Georgia ubicada en el noreste de la región de Mingrelia-Alta Esvanetia, siendo parte del municipio de Mestia.

## Toponimia
Murkmeli significa pueblo de las torres en lengua esvana (en svano: მურყვამ, romanizado: murqvam, lit. 'torre')

## Geografía
Murkmeli se encuentra en el lado izquierdo del río Enguri, a 0,5 km de Chazhashi y a 48 km de Mestia. La aldea es parte de la región histórica de Esvanetia y se administra desde el pueblo de Ushguli.

## Historia
Durante el período soviético, se desarrolló la cría de ganado en el pueblo. En los años 80 del siglo XX, en el pueblo había alrededor de 80 torres esvanas, actualmente se conservan alrededor de 10 torres. 

## Demografía
La evolución demográfica de Murkmeli entre 2002 y 2014 fue la siguiente:
| 32                                              | 38 |
| (Fuente: Population of Georgia in Soviet times) |    |

Según el censo de 2014, los georgianos (esvanos) constituían el 100% de la población.

## Infraestructura

### Arquitectura, monumentos y lugares de interés
En Murkmeli hay dos iglesias: la iglesia del Salvador, una iglesia de tipo salón que data del siglo XI que conserva restos de sus frescos originales y que es monumento de importancia nacional; y la iglesia de Santa Bárbara, otra iglesia tipo salón medieval. Del campanario de la iglesia del Salvador cuelga una campana del siglo XIX con una inscripción en ruso. 

## Galería

Vista aérea de Murkmeli
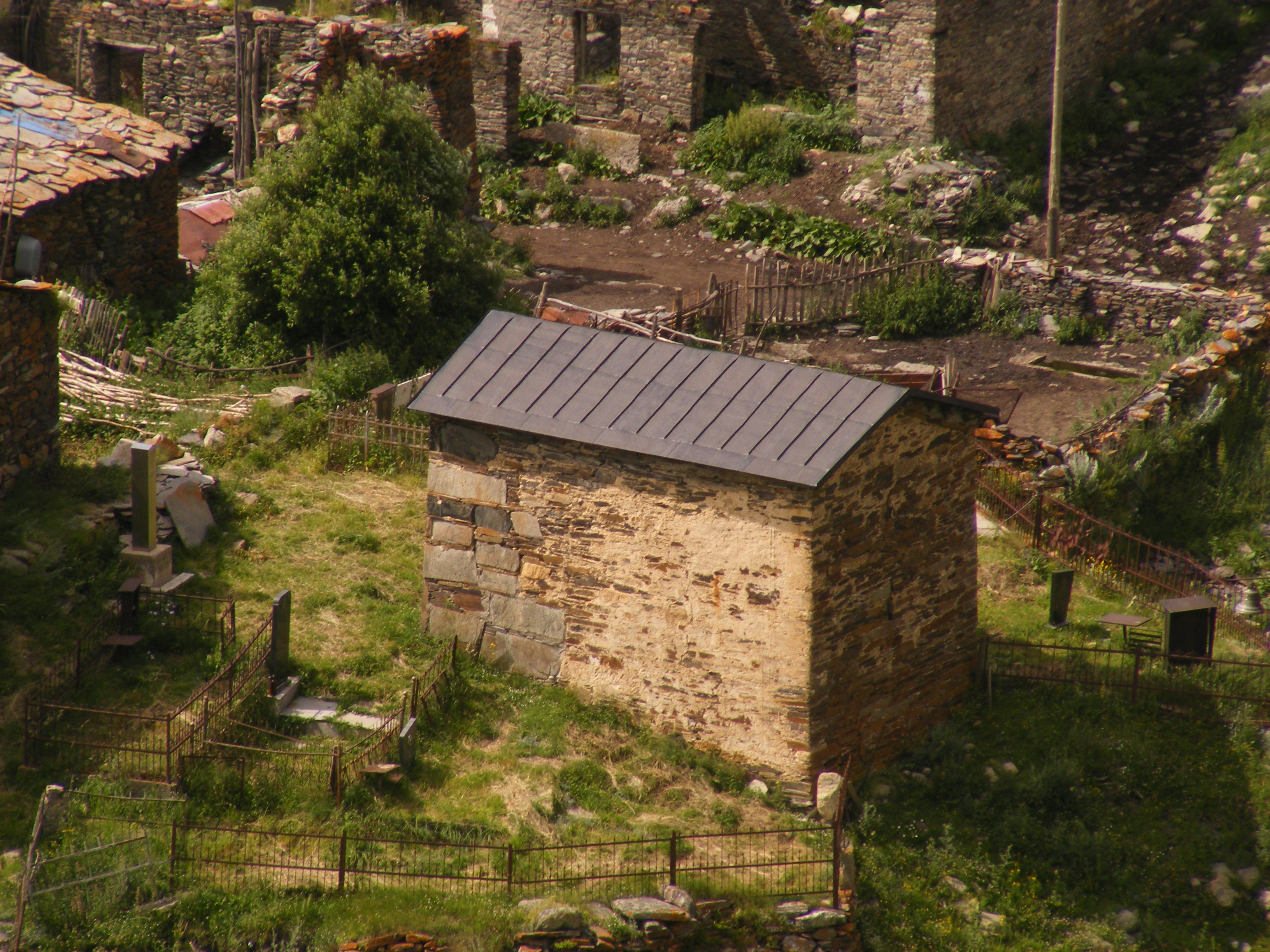
Iglesia del Salvador de Murkmeli